# Günther Stranner
Günther Stranner (Gmünd in Kärnten, 26 aprile 1967) è un ex saltatore con gli sci austriaco.

## Biografia
In Coppa del Mondo esordì il 4 gennaio 1984 a Innsbruck (81°) e ottenne l'unico podio il 20 marzo 1988 a Oslo (3°).
In carriera prese parte a un'edizione dei Giochi olimpici invernali, Calgary 1988 (20° nel trampolino normale, 20° nel trampolino lungo, 5° nella gara a squadre), a due dei Campionati mondiali, vincendo una medaglia, e a una dei Mondiali di volo, Oberstdorf 1988 (5°).

## Palmarès

### Mondiali
- 1 medaglia:
  - 1 argento (gara a squadre a Seefeld in Tirol 1985)

### Mondiali juniores
- 1 medaglia:
  - 1 bronzo (K80 a Täsch 1985)

### Coppa del Mondo
- Miglior piazzamento in classifica generale: 31º nel 1989
- 1 podio (individuale):
  - 1 terzo posto

### Campionati austriaci
- 3 medaglie[1]:
  - 2 ori (70 m, 90 m nel 1988)
  - 1 argento (70 m nel 1989)